# Riverview (Michigan)
Riverview é uma cidade localizada no estado americano do Michigan, no Condado de Wayne.

## Demografia
Segundo o censo americano de 2010, a sua população era de 12486 habitantes.
Em 2006, fora estimada uma população de 12.537, um decréscimo de 735 (-5.5%) face a 2000.

## Geografia
De acordo com o United States Census Bureau tem uma área de 11,7 km², dos quais 11,4 km² cobertos por terra e 0,3 km² cobertos por água.

## Localidades na vizinhança
O diagrama seguinte representa as localidades num raio de 8 km ao redor de Riverview.